# هیمیش کارتر
هیمیش کارتر (انگلیسی: Hamish Carter؛ زادهٔ ۲۸ آوریل ۱۹۷۱) ورزشکار سه‌گانه اهل نیوزیلند بود.